# Wesele (film 2021)

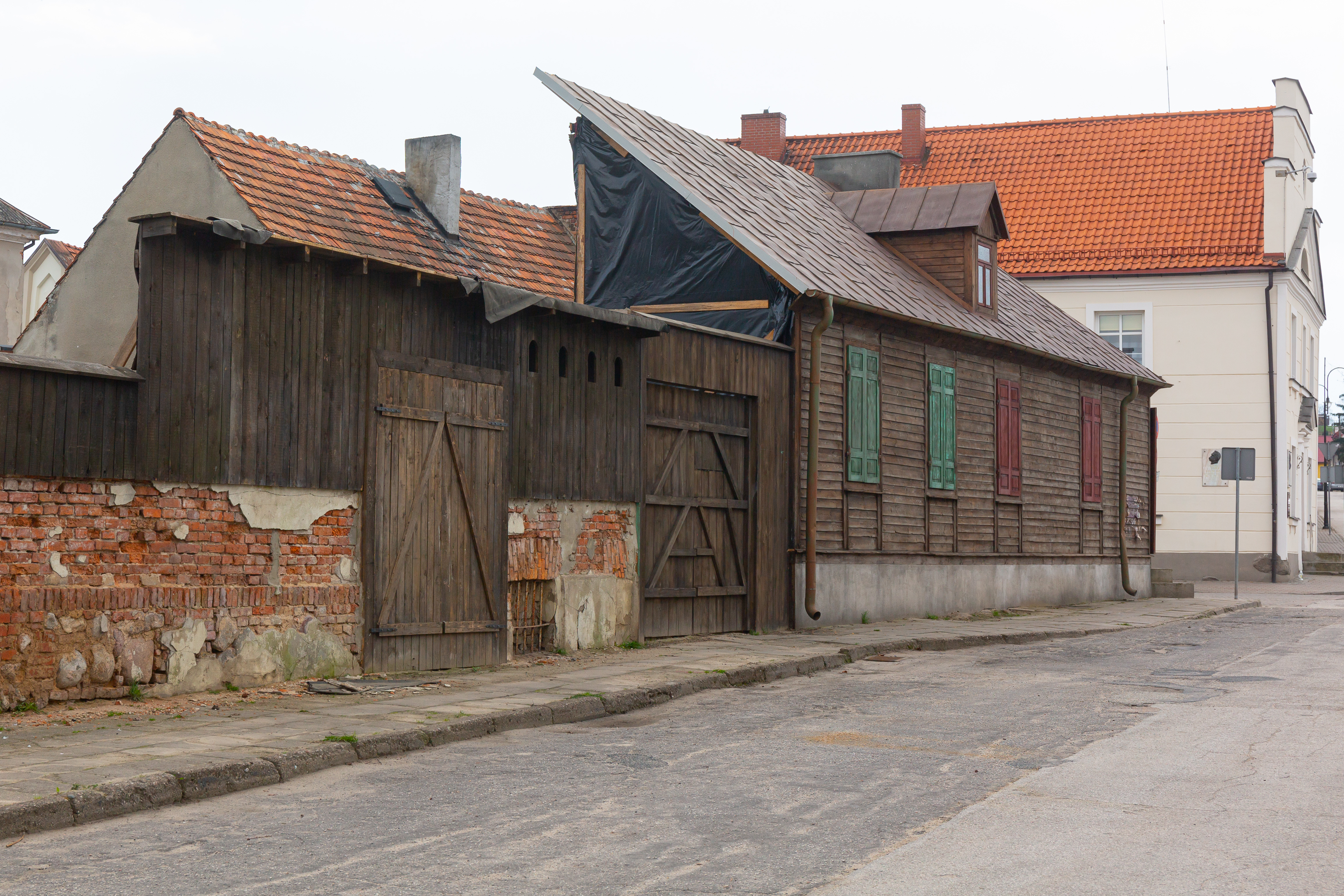
Scenografia do filmu w Nieszawie

Wesele (napis stylizowany WESEלE) – polski dramat filmowy z 2021 w reżyserii Wojciecha Smarzowskiego.
Zdjęcia do filmu realizowano w Bydgoszczy (Stary Fordon), Nieszawie, Ostromecku, Długosiodle, Otwocku, Modlinie oraz na Łotwie (Lucyn).
Jest to drugi film reżysera o takim tytule.

## Fabuła
Akcja filmu rozgrywa się w małym, prowincjonalnym miasteczku niedaleko Łomży. Biznesmen Rysiek Wilk, właściciel zakładów mięsnych, wydaje za mąż córkę Kasię. Jej wybrankiem jest Janek, piłkarz lokalnego klubu sympatyzujący z narodowcami. Para spodziewa się dziecka, a Kasia planuje przyszłe życie w Irlandii, namawiając do wyjazdu z młodymi matkę.
W dzień wesela Rysiek musi jednak stawić czoła kilku bardzo trudnym problemom. Miał sfinalizować kontrakt z Niemcami, ale ci odkrywając wady umowy chcą się z niej wycofać. Ktoś szantażuje Wilka, że ujawni w jaki okrutny sposób zabija się w jego ubojni świnie. Pojawiły się też wątpliwości co do jego rdzennie polskiego pochodzenia, a żona Ela chce go opuścić. Wilk stara się więc pogodzić ślub i wesele córki z rozwiązywaniem problemów. Ponadto zjawia się przedstawiciel ambasady Izraela, aby zawiadomić Antoniego, ojca Ryśka, o przyznaniu mu medalu Sprawiedliwego wśród Narodów Świata i przekazać mu list od kogoś kogo znał w młodości. Uruchamia to w pamięci seniora rodu wspomnienia z przedwojnia i okresu okupacji. Owe wspomnienia stanowią drugą część filmu, nie są one jednak chronologiczne – przeszłość przeplata się ze współczesnością, miesza z nią i na nią nakłada.
Młody Antoni zakochuje się przed wojną – z wzajemnością – w córce żydowskiego krawca, Lei. Ponieważ zarówno Polacy, jak i Żydzi, nie akceptują „mieszanych” związków jest to miłość bez przyszłości, obserwowana na tle trudnej przedwojennej koegzystencji obu społeczności, wybuchu wojny i pojawienia się Armii Czerwonej oraz niemieckiej okupacji.

## Obsada
- Robert Więckiewicz – Rysiek Wilk
- Agata Kulesza – Ela Wilk
- Michalina Łabacz – Kasia Wilk, córka Eli i Ryszarda
- Przemysław Przestrzelski – Janek Sczuczyński, mąż Kasi
- Agata Turkot – Lea
- Arkadiusz Jakubik – Wodzirej / Wardoń
- Andrzej Chyra – Bogdan / Głowacki
- Maria Sobocińska – Inka
- Henryk Gołębiewski – Banaś / Furman
- Ryszard Ronczewski – Antoni Wilk
- Mateusz Więcławek – Antoni Wilk w młodości
- Robert Wabich – Zajdel
- Sebastian Stegmann – Hermann Schmidt

## Nagrody i nominacje[4]
Nagrody Orzeł 2022
- Orzeł – Najlepsze zdjęcia Piotr Sobociński Jr.
- Orzeł – Nagroda publiczności

Nominacje Orzeł 2022
- Orzeł – Najlepszy film Wojciech Smarzowski
- Orzeł – Najlepsza główna rola męska Robert Więckiewicz
- Orzeł – Najlepsza drugoplanowa rola kobieca Agata Kulesza
- Orzeł – Najlepsza reżyseria Wojciech Smarzowski
- Orzeł – Najlepsza muzyka Mikołaj Trzaska
- Orzeł – Najlepszy scenariusz Wojciech Smarzowski
- Orzeł – Najlepsza scenografia Marek Warszewski
- Orzeł – Najlepszy dźwięk Radosław Ochnio
- Orzeł – Najlepszy montaż Krzysztof Komander

Filmweb 2022
- Nagroda Filmwebu – Najmocniejsza scena – Pozbywanie się zwęglonych zwłok

Węże 2022
- Wąż – Najbardziej żenująca scena Jacek Beler – gwałt knura
- Wąż – Najgorszy plakat